# چگونه با مادرتان آشنا شدم (فصل ۶)
پخش فصل ششم سریال چگونه با مادرتان آشنا شدم از ۲۰ سپتامبر ۲۰۱۰ آغاز شد و در ۱۶ مهٔ ۲۰۱۱ به پایان رسید. این فصل نیز شامل ۲۴ قسمت بود.

## بازیگران

### شخصیت‌های اصلی
- جاش رادنر در نقش تد موزبی
- جیسون سیگل در نقش مارشال اریکسن
- کوبی اسمالدرز در نقش رابین شرباتسکی
- نیل پاتریک هریس در نقش بارنی استینسون
- آلیسون هانیگان در نقش لیلی آلدرین
- باب سگت در نقش تد آینده (فقط صدا)

### شخصیت‌های دوره‌ای و مهمان
- لیندزی فونسکا در نقش پنی دختر تد
- دیوید هنری در نقش لوک پسر تد
- مارشال منش در نقش رانجیت
- باب ادنکیرک در نقش آرتور هابز
- جنیفر موریسون در نقش زویی پیرسون
- لورا بل باندی در نقش بکی
- کایل مک‌لاکلن در نقش کاپیتان
- بیل فیجرباک در نقش ماروین اریکسون
- ند رولسما در نقش مارکوس اریکسون
- سوزی پلکسون در نقش جودی اریکسون
- کریس رومانو در نقش پانچی
- نازنین بنیادی در نقش نورا
- موری پوویچ در نقش خودش
- ریچل بیلسون در نقش سیندی
- فرانسیس کانروی در نقش لورتا استینسون
- وین بردی در نقش جیمز استینسون
- بن ورین در نقش سم گیبز
- ویل فورته در نقش وندی ورمپس
- نیکول شرزینگر در نقش جسیکا گلیتر
- آلن تیک در نقش خودش
- هورهه گارسیا در نقش استیو هنری
- کیلی دیفر در نقش کیسی
- دنی استرانگ در نقش تری
- مایکل گروس در نقش آلفرد موزبی
- ری وایز در نقش رابین شرباتسکی، پدر
- کیتی پری در نقش هانی
- الکسیس دنیسوف در نقش سندی ریورز
- جان لیسگو در نقش جروم ویتاکر
- رابی امل در نقش اسکوبی
- مایکل توروکو در نقش نیک پوداروتی
- دیو فولی در نقش جیک بلوم

## قسمت‌ها
| شم. کلی | شم. در فصل | عنوان                     | کارگردان     | نویسنده                 | تاریخ انتشار اصلی | کد تولید | US تعداد بیننده (میلیون) |
| ------- | ---------- | ------------------------- | ------------ | ----------------------- | ----------------- | -------- | ------------------------ |
| ۱۱۳     | ۱          | «روزهای بزرگ»             | پاملا فرایمن | کارتر بیز و کریگ توماس  | ۲۰ سپتامبر ۲۰۱۰   | 6ALH01   | 8.79                     |
| ۱۱۴     | ۲          | «تمیز کردن خانه»          | پاملا فرایمن | استیون لوید             | ۲۷ سپتامبر ۲۰۱۰   | 6ALH02   | 9.00                     |
| ۱۱۵     | ۳          | «ناتمام»                  | پاملا فرایمن | جیمی رونهایمر           | ۴ اکتبر ۲۰۱۰      | 6ALH03   | 8.60                     |
| ۱۱۶     | ۴          | «جنگ‌های مترو»             | پاملا فرایمن | کریس هریس               | ۱۱ اکتبر ۲۰۱۰     | 6ALH04   | 8.48                     |
| ۱۱۷     | ۵          | «معمار تخریب»             | پاملا فرایمن | کارتر بیز و کریگ توماس  | ۱۸ اکتبر ۲۰۱۰     | 6ALH05   | 8.05                     |
| ۱۱۸     | ۶          | «حرفه بچه»                | پاملا فرایمن | جو کلی                  | ۲۵ اکتبر ۲۰۱۰     | 6ALH07   | 8.29                     |
| ۱۱۹     | ۷          | «کنینگ رندی»              | پاملا فرایمن | چاک تتهام               | ۱ نوامبر ۲۰۱۰     | 6ALH06   | 8.88                     |
| ۱۲۰     | ۸          | «تاریخ طبیعی»             | پاملا فرایمن | کارتر بیز و کریگ توماس  | ۸ نوامبر ۲۰۱۰     | 6ALH09   | 8.87                     |
| ۱۲۱     | ۹          | «گلیتر»                   | پاملا فرایمن | کورتنی کنگ              | ۱۵ نوامبر ۲۰۱۰    | 6ALH08   | 8.87                     |
| ۱۲۲     | ۱۰         | «بلیتز گوینگ»             | پاملا فرایمن | ترزا مولیگان روزنتال    | ۲۲ نوامبر ۲۰۱۰    | 6ALH10   | 8.73                     |
| ۱۲۳     | ۱۱         | «نظریه پری دریایی»        | پاملا فرایمن | رابیا رشید              | ۶ دسامبر ۲۰۱۰     | 6ALH11   | 9.26                     |
| ۱۲۴     | ۱۲         | «مثبت کاذب»               | پاملا فرایمن | کریگ جرارد و متیو زینمن | ۱۳ دسامبر ۲۰۱۰    | 6ALH12   | 9.70                     |
| ۱۲۵     | ۱۳         | «خبر بد»                  | پاملا فرایمن | جنیفر هندریکز           | ۳ ژانویه ۲۰۱۱     | 6ALH13   | 10.15                    |
| ۱۲۶     | ۱۴         | «کلمات آخر»               | پاملا فرایمن | کارتر بیز و کریگ توماس  | ۱۷ ژانویه ۲۰۱۱    | 6ALH14   | 10.54                    |
| ۱۲۷     | ۱۵         | «اوه هانی»                | پاملا فرایمن | کارتر بیز و کریگ توماس  | ۷ فوریه ۲۰۱۱      | 6ALH15   | 10.00                    |
| ۱۲۸     | ۱۶         | «روز ناامیدی»             | پاملا فرایمن | تمی سگر                 | ۱۴ فوریه ۲۰۱۱     | 6ALH16   | 9.51                     |
| ۱۲۹     | ۱۷         | «جزیره زباله»             | مایکل شیا    | تام روپرشت              | ۲۱ فوریه ۲۰۱۱     | 6ALH17   | 9.33                     |
| ۱۳۰     | ۱۸         | «تغییر قلب»               | پاملا فرایمن | مت کوهن                 | ۲۸ فوریه ۲۰۱۱     | 6ALH19   | 9.24                     |
| ۱۳۱     | ۱۹         | «افسانه»                  | پاملا فرایمن | دن گریگور و دگ مند      | ۲۱ مارس ۲۰۱۱      | 6ALH18   | 8.03                     |
| ۱۳۲     | ۲۰         | «زیر کوفته در حال انفجار» | پاملا فرایمن | استیون لوید             | ۱۱ آوریل ۲۰۱۱     | 6ALH20   | 6.87                     |
| ۱۳۳     | ۲۱         | «ناامید»                  | پاملا فرایمن | کریس هریس               | ۱۸ آوریل ۲۰۱۱     | 6ALH22   | 6.49                     |
| ۱۳۴     | ۲۲         | «کوکتل عالی»              | پاملا فرایمن | جو کلی                  | ۲ مه ۲۰۱۱         | 6ALH21   | 6.77                     |
| ۱۳۵     | ۲۳         | «نمادهای دیدنی»           | پاملا فرایمن | کارتر بیز و کریگ توماس  | ۹ مه ۲۰۱۱         | 6ALH24   | 6.41                     |
| ۱۳۶     | ۲۴         | «چالش پذیرفته شد»         | پاملا فرایمن | کارتر بیز و کریگ توماس  | ۱۶ مه ۲۰۱۱        | 6ALH23   | 7.15                     |

## بازخورد
فصل ششم چگونه با مادرتان آشنا شدم با نقد‌های مثبتی روبرو شد.